# Val Veddasca (area protetta)
Val Veddasca è il nome di un sito di interesse comunitario della rete Natura 2000 situato in provincia di Varese, lungo il confine con la Svizzera. Prende il nome dalla Val Veddasca che la attraversa.

## Descrizione e caratteristiche
Il sito si estende nei comuni di Agra, Dumenza, Curiglia con Monteviasco (che vi è interamente compreso), Maccagno con Pino e Veddasca e Tronzano Lago Maggiore. Il relativo isolamento rispetto ai territori limitrofi della provincia di Varese e della vicina Svizzera ha fatto sì che l'area mantenesse discrete condizioni di naturalità.
Al suo interno si trovano diversi corsi d'acqua e il Lago Delio, antico lago di origine naturale poi trasformato in lago artificiale con la costruzione di due dighe nel 900', ciò ha permesso di ingrandirlo e di produrre energia idroelettrica.

## Habitat
Sono sette gli habitat di interesse comunitario presenti nel sito, che occupano circa il 27% della sua superficie:
- Acque stagnanti, da oligotrofe a mesotrofe, con vegetazione dei Littorelletea uniflorae e/o degli Isoëto-Nanojuncetea
- Lande secche europee
- Formazioni erbose a Nardus, ricche di specie, su substrato siliceo delle zone montane (e delle zone submontane dell'Europa continentale)
- Praterie con Molinia su terreni calcarei, torbosi o argilloso-limosi (Molinion caeruleae)
- Depressioni su substrati torbosi del Rhynchosporion
- Faggeti del Luzulo-Fagetum
- Foreste di versanti, ghiaioni e valloni del Tilio-Acerion

## Flora
Non sono presenti specie vegetali di interesse comunitario.

## Fauna

### Uccelli
Nel sito sono presenti quattordici specie di uccelli considerate di interesse comunitario. Di queste, sei sono permanenti (coturnice con la sottospecie Alectoris graeca saxatilis, aquila reale, francolino di monte, picchio nero, falco pellegrino, fagiano di monte, con la sottospecie Tetrao tetrix tetrix), sei nidificano nell'area per la riproduzione (calandro, succiacapre, biancone, Ortolano, averla piccola, falco pecchiaiolo) e una si sposta qui per lo svernamento (albanella reale).

### Mammiferi
Tra i mammiferi che popolano il sito, sono due quelli considerati di interesse comunitario: il vespertilio smarginato e la lince europea, quest'ultima recentemente scomparsa.
Gli altri mammiferi presenti sono il capriolo, il camoscio alpino, i chirotteri serotino comune, vespertilio di Daubenton, vespertilio mustacchino, nottola minore, pipistrello nano, orecchione comune, i carnivori martora e tasso e i roditori arvicola delle nevi, moscardino.

### Rettili
Tra i rettili sono presenti il colubro liscio, il saettone, l'aspide e il ramarro occidentale.

### Anfibi
Tra gli anfibi presenti nel sito si ricordano il rospo comune, la rana alpina e la salamandra pezzata.

### Pesci
Tra i pesci, nel sito sono presenti quattro specie di interesse comunitario: il barbo comune (molto raro), lo scazzone, il pigo e il vairone (molto raro).